# نقد الكتاب المقدس

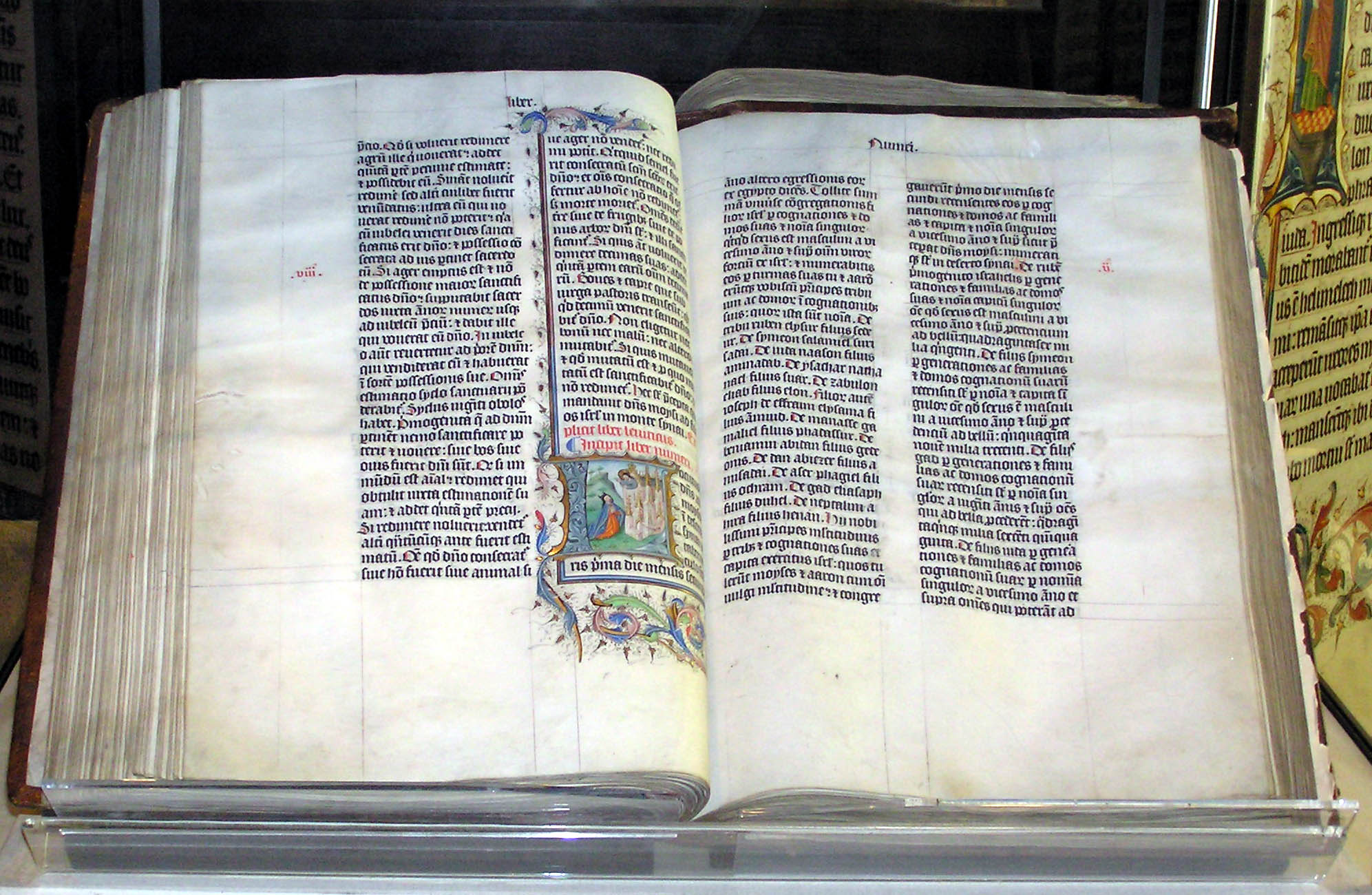
كتاب مقدس مكتوب بخط اليد باللاتينية، معروض في دير مالميسبري، ويلتشير في إنجلترا. كُتب الكتاب المقدس في بلجيكا عام 1407 م لقراءته بصوت عالٍ في أحد الأديرة.

الرأي القائل بأن الكتاب المقدس يجب أن يتم قبوله كدقيق تاريخيا ودليل أخلاقي موثوق به قد تم التشكيك فيه من قبل العديد من الباحثين في مجال النقد الكتابي. بالإضافة إلى المخاوف بشأن الأخلاق، العصمة، أو الدقة التاريخية، لا تزال هناك بعض الأسئلة حول الكتب التي ينبغي أن تدرج في الكتاب المقدس.

## التاريخية
مدرسة كوبنهاجن هي تسمية لمجموعة من العلماء الذين يرون بأن نسخة الكتاب المقدس من التاريخ هي غير مدعومة من قبل أي أدلة أثرية المكتشفة حتى الآن، وبالتالي فإن الكتاب المقدس لا يمكن الوثوق به كمصدر تاريخي. يقول نقاد أصالة العهد الجديد مثل ريتشارد كارير وبول توبين بأن الكتب المنحولة في العهد الجديد تجعل منه مصدرا غير موثوق للمعلومات. ويذكر المؤلف ريتشارد بيرفو تفاصيل المصادر غير التاريخية لسفر أعمال الرسل.

## التأليف
في نهاية القرن ال17، لم يشكك سوى القليل من علماء الكتاب المقدس في أن موسى كتب التوراة، ولكن في أواخر القرن ال18 بدأ بعض العلماء في التشكيك في تأليفه للتوراة، خلال أواخر القرن التاسع عشر، استنتج العلماء بالإجماع تقريبا أن سفر التثنية ليس من زمن موسى لكن من القرن 7 قبل الميلاد، وأن التوراة ككل قد جمعت من قبل محررين مجهولين من وثائق مصدرية مختلفة، وأن الحقائق التاريخية بها هي في كثير من الأحيان جدلية أكثر من كونها حقائق واقعية. خلال النصف الأول من القرن ال20، لفت Gunkel الانتباه إلى الجوانب الميثولوجية، وقال ألبرشت ألت، مارتن نوث وعلماء مدرسة "tradition history" أنه على الرغم من أن التقاليد الجوهرية لها حقا جذور قديمة، فإن السرود خيالية ولم تكن مقصودة كتاريخ بالمعنى الحديث.
في القرن 2، كثيرا ما زعم الغنوصيون أن نسختهم من المسيحية هي الأولى، واعتبروا يسوع كمعلم أو رمز. اقترحت إلين باجلز أن هناك العديد من الأمثلة عن المواقف الغنوصية في رسائل بولس. لاحظ بارت إيرمان وريمون براون أن بعض رسائل بولس تعتبر على نطاق واسع من قبل العلماء مؤلفات منحولة، ويرى تيموثي فريكوغيره أنه قد حدث تزوير لها في محاولة من قبل الكنيسة لضم أنصار بولس الغنوصيين وقلب الحجج في الرسائل الأخرى على رؤوسهم.

## النصوص القانونية
الكتاب المقدس العبري، والكتاب المقدس المسيحي هي أعمال تعتبر مقدسة وموثوقة لجماعات دينية مختلفة، ويقومون بتقديس المجموعات الخاصة بهم من كتب الكتاب المقدس. تم تحديد النصوص القانونية في الكنيسة المبكرة، ومع ذلك أصبح وضع النصوص المقدسة موضوع مناقشة علمية في الكنيسة لاحقا. على نحو متزايد، يتم وضع الكتاب المقدس تحت النقد الأدبي والتاريخي في محاولة تفسير النصوص الكتابية، باستقلال عن الكنيسة والتأثيرات العقائدية.
في منتصف القرن الثاني، اقترح مرقيون السينوبي رفض الكتاب المقدس اليهودي بالكامل. واعتبر أن الله المصور فيه هو أقل من الإله (ديميرج) وأن شريعة موسى كانت مدبرة.
يرفض اليهود العهد الجديد والأسفار القانونية الثانية. يشكك اليهود وبعض المسيحيين في شرعية الأناجيل المنتحلة. بينما تؤكد الـ "Jesusism" السلطة الدينية لتعاليم يسوع في الأناجيل فقط، وليس لأي نص كتابي آخر.

## الأساطير
يتم الطعن في صحة الأناجيل من قبل كتاب مثل كيرسى جريفز الذين يزعمون أن القصص الأسطورية التي لديها نظائر في حياة يسوع، تؤيد الاستنتاج بأن مؤلفي الأناجيل مزجوها مع قصة يسوع وأيضا جيرالد ماسي، الذي زعم على وجه التحديد أن قصة حياة الإله المصري حورس تم نسخها من قبل المسيحيين الغنوصيين. تم ذكر التشابه أيضا بين الأساطير الإغريقية وحياة يسوع. يدرس علم الأساطير المقارن أوجه الشبه التي تم اقتراحها بين تصوير الكتاب المقدس ليسوع وبين الميادين الأسطورية أو الدينية الأخرى. بعض النقاد زعموا أن المسيحية لا تقوم على شخصية تاريخية، بل على ابتداع خرافة. واحدة من هذه الآراء تقترح أن يسوع كان المظهر اليهودي لطائفة دينية هلنستية، معروفة باسم أوزوريس-ديونيسوس.
يزعم أنصار نظرية أسطورة يسوع أن عصر، تأليف، وصحة الأناجيل لا يمكن التحقق منها، وبالتالي فإن الأناجيل لا يمكن أن تشهد على تاريخية يسوع. هذا على النقيض من الكتاب مثل ديفيد ستراوس الذي اعتبر فقط العناصر الخارقة للطبيعة في الأناجيل كأساطير، ولكن في حين أن هذه الأساطير الخارقة هي نقطة خلاف، لم يكن هناك أي تفنيد لصحة الأناجيل كشاهد على وجود يسوع.
لاحظ نقاد الأناجيل مثل ريتشارد دوكينز وتوماس هنري هكسلي أنها قد كتبت بعد فترة طويلة من وفاة يسوع وأنه ليس لدينا معرفة حقيقية عن تاريخ تكوين الأناجيل. ويلاحظ بيزنت وتوماس باين أن مؤلفي الأناجيل غير معروفين.

## مشاكل الترجمة
ترجمة الكتاب المقدس إلى لغات أخرى (مثل الإنجليزية ومئات من اللغات الأخرى)، على الرغم من كونها ظاهرة شائعة، هي أيضا موضوع للمناقشة والنقد. لإتاحة إمكانية القراءة، الوضوح، أو لأسباب أخرى، قد يختار المترجمون صيغة مختلفة أو تركيب جملة مختلف وبعض الترجمات قد تختار إعادة صوغ الفقرات. ولأن العديد من الكلمات في اللغة الأصلية لها معاني غامضة أو صعبة الترجمة، تحدث مناقشات حول التفسير الصحيح. ينقسم المترجمون القديمون والحديثون على حد سواء حول عدة أمور.
في الآونة الأخيرة، العديد من اكتشافات المخطوطات القديمة مثل مخطوطات البحر الميت، والمخطوطة السينائية، أدت إلى اختلاف الترجمات الحديثة مثل النسخة الدولية الجديدة نوعا ما عن تلك القديمة مثل نسخة القرن 17 نسخة الملك جيمس، وإزالة آيات غير موجودة في أقدم المخطوطات (انظر قائمة آيات العهد الجديد المحذوفة)، وبعضها تم الاعتراف بكونها إقحامات على النص الأصلي مثل الفاصلة اليوحناوية، وأخرى لها عدة نسخ مختلفة للغاية في مواقع هامة، مثل مشهد القيامة في مرقس 16. ترفض «حركة الملك جيمس فقط» هذه التغييرات وتعتبر نسخة الملك جيمس نسخة أكثر دقة.

## الأخلاق
بعض من الخيارات الأخلاقية الأكثر تعرضا للنقد تشمل خيارات معاملة النساء، التعصب الديني، استخدام عقوبة الإعدام عند مخالفة شريعة موسى، الأفعال الجنسية مثل زنا المحارم، التسامح مع العبودية في كلا العهدين القديم والجديد، فرض الحروب الدينية والأمر بارتكاب الإبادة الجماعية للكنعانيين والعمالقة. يدعم المدافعون المسيحيون أحكام الكتاب المقدس من خلال إخبار النقاد أنه ينبغي النظر من وجهة نظر الكاتب وأن شريعة موسى تنطبق على بني إسرائيل (الذين عاشوا قبل ميلاد يسوع). ترى جماعات دينية أخرى أن أحكام الكتاب المقدس ليس بها خطأ. يشير المدافعون أيضا إلى أن تقريبا جميع هذه الانتقادات يتم دحضها أو نفيها في الأقوال أو العقائد أو التوضيحات من قبل يسوع في العهد الجديد. من الأمثلة التي كثيرا ما يستشهد بها النقاد قانون الكتاب المقدس بخصوص الابن المتمرد:
18 «إِذَا كَانَ لِرَجُل ابْنٌ مُعَانِدٌ وَمَارِدٌ لَا يَسْمَعُ لِقَوْلِ أَبِيهِ وَلَا لِقَوْلِ أُمِّهِ، وَيُؤَدِّبَانِهِ فَلَا يَسْمَعُ لَهُمَا.
19 يُمْسِكُهُ أَبُوهُ وَأُمُّهُ وَيَأْتِيَانِ بِهِ إِلَى شُيُوخِ مَدِينَتِهِ وَإِلَى بَابِ مَكَانِهِ،
20 وَيَقُولَانِ لِشُيُوخِ مَدِينَتِهِ: ابْنُنَا هذَا مُعَانِدٌ وَمَارِدٌ لَا يَسْمَعُ لِقَوْلِنَا، وَهُوَ مُسْرِفٌ وَسِكِّيرٌ.
21 فَيَرْجُمُهُ جَمِيعُ رِجَالِ مَدِينَتِهِ بِحِجَارَةٍ حَتَّى يَمُوتَ. فَتَنْزِعُ الشَّرَّ مِنْ بَيْنِكُمْ، وَيَسْمَعُ كُلُّ إِسْرَائِيلَ وَيَخَافُونَ. (سفر التثنية 21)
غالبا ما ينتقد النقاد إجابات المدافعين، حيث يرون أن المدافعين يستخدمون النسبية الأخلاقية والتي تعد موفقا أخلاقيا يتم انتقاده على نطاق واسع. شكك آخرون من نقاد الكتاب المقدس، مثل فريدريك نيتشه، في أخلاق العهد الجديد، معتبرا أنها ضعيفة وامتثالية.

## الاتساق الداخلي
هناك العديد من المقاطع في الكتاب المقدس التي تم اقتراح وجود تناقضات بها—مثل أرقام وأسماء مختلفة لنفس الموضوع، أو سلاسل مختلفة لنفس الأحداث—من قبل النقاد. الردود على هذه الانتقادات تشمل الفرضية الوثائقية، فرضية المصدرين والنظريات القائلة بأن الرسائل الرعوية مؤلفات منحولة.:p.47
غير أن مؤلفين مثل ريموند براون قد قدموا حُجَجًا بأن الأناجيل في الواقع يُعَارِضُ بَعْضُهَا بَعْضًا في جوانب هامة والعديد من التفاصيل الهامة. يذكر و. د. ديفيز وإد باريش ساندرز أن: «كانت العديد من النقاط، وخاصة عن حياة يسوع المبكرة، مجهولة بالنسبة للإنجيليين... لأنهم ببساطة لا يعرفونها، واستئنسوا بالشائعات والأمل والافتراضات، للوصول إلى أفضل ما أمكنهم». يرى العلماء الأكثر نقدا روايات ميلاد يسوع كروايات خيالية تماما، أو على الأقل تم تكوينها من التقاليد التي تسبق الأناجيل.
على سبيل المثال، العديد من إصدارات الكتاب المقدس تشير على وجه التحديد إلى أن أوائل المخطوطات القديمة الأكثر موثوقية وغيرها من المصادر الأكثر قدما لم تشمل Mark 16:9-20، أي أن إنجيل مرقس كان في الأصل ينتهي عند مرقس 16:8، وأضيفت الآيات الإضافية بعد بضع مئات من السنين. يعرف ذلك باسم "Markan Appendix".
يبقى التأليف الموسوي، وتأليف الأناجيل وتأليف رسائل بولس من المواضيع التي لا تزال تناقش على نطاق واسع.

## الكتاب المقدس والعلم

### الأصول
نقطة مهمة في الانتقادات ضد الكتاب المقدس هي قصة الخلق في سفر التكوين. وفقا لخلقية الأرض الفتية، والتي ترى صحة سفر التكوين حرفيا، الكون وجميع أشكال الحياة على الأرض تم إنشاؤها مباشرة من قبل الله في وقت ما بين 5,700 و10000 سنة مضت. هذا القول يناقض التأريخ بالكربون المشع للحفريات، وكذلك الفهم الحديث لعلم الوراثة، التطور وعلم الكون. على سبيل المثال، تشير أدلة الفيزياء الفلكية إلى أن الكون يعود لما يقرب من 13.8 مليار سنة. وعلاوة على ذلك، 10000 سنة ليس وقتا كافيا لحدوث الاختلاف الجيني الحالي لدى البشر. إذا كان كل البشر ينحدرون من اثنين من الأفراد عاشوا منذ أقل من 10000 سنة مضت، سيتطلب ذلك حدوث الطفرات الجينية بصورة أسرع كثيرا من السرعة الممكنة للوصول إلى المستوى الحالي من التنوع الجيني لدى البشر.

### علم الآثار
وفقا لواحد من كبار علماء الآثار الكتابيين في العالم، وليام ج. ديفر:
من المؤكد أن علم الآثار لا يثبت قراءات الكتاب المقدس الحرفية ... بل يطرح تساؤلات حولها، وهذا ما يزعج بعض الناس. معظم الناس يعتقدون حقا أن علم الآثار هدفه إثبات الكتاب المقدس. لا يوجد عالم آثار يظن ذلك. [...] منذ بدايات ما نسميه علم الآثار الكتابي، ربما قبل 150 عامًا، حاول العلماء، ومعظمهم من العلماء الغربيين، استخدام البيانات الأثرية لإثبات الكتاب المقدس. وكان يعتقد لفترة طويلة أن ذلك ناجح. وكثيرا ما تحدث وليام أولبرايت، الأب الكبير لتخصصنا، عن «الثورة الأثرية». حسنا، لقد جاءت الثورة ولكن ليس بالطريقة التي فكر بها أولبرايت. حقيقة الأمر اليوم هي أن علم الآثار يثير المزيد من التساؤلات حول الدقة التاريخية للكتاب المقدس العبري وحتى العهد الجديد عما يقدم من إجابات، وهذا أمر مزعج للغاية بالنسبة لبعض الناس.
ديفير كتب أيضا:
يجب أن يكون علم الآثار الذي نمارسه اليوم قادرا على تحدي قصص الكتاب المقدس والتأكيد عليها. بعض الأشياء التي تم وصفها حدثت بالفعل، لكن البعض الآخر لم يحدث. ربما تعكس الروايات في الكتاب المقدس حول إبراهيم وموسى ويوشع وسليمان بعض الذكريات التاريخية عن ناس وأماكن، لكن بعض ما في الكتاب المقدس مثل "Larger than life" غير واقعي وتناقضه الأدلة الأثرية ... أنا لا أقرأ الكتاب المقدس كنص مقدس ... أنا في الواقع لست حتى مؤمناً. وجهة نظري طوال الوقت - وخاصة في الكتب الأخيرة - هي أولاً أن الروايات في الكتب المقدس هي في الواقع «قصص»، وغالبًا ما تكون خيالية ودعائية في الغالب، ولكن هنا وهناك تحتوي على بعض المعلومات التاريخية الصحيحة.
كتب عالم الآثار Ze'ef Herzog من جامعة تل أبيب في صحيفة "هآرتس":
هذا ما علمه علماء الآثار من عمليات الكشف عن الآثار التي قاموا بها في أرض إسرائيل: الإسرائيليون لم يكونوا أبدًا في مصر، ولم يتجولوا في الصحراء، ولم يغزوا الأرض في حملة عسكرية. ولعل ما من الأصعب حتى ابتلاعه أن الملكية الموحدة لداود وسليمان، والتي وصفها الكتاب المقدس كقوة إقليمية، كانت في معظمها مملكة قبائلية صغيرة. وسيأتي كصدمة غير سارة للكثيرين أن إله إسرائيل، يهوه، كان له قرين من الإناث وأن الديانة الإسرائيلية تبنت التوحيد فقط عند انحسار فترة حكم الملكية وليس عند جبل سيناء.
الأستاذ فنكلستين الذي يعرف باسم «أب علم الآثار الكتابي»، أخبر «جيروزاليم بوست» أن علماء الآثار اليهود لم يجدوا دليل تاريخي أو أثري يدعم سرد الكتاب المقدس بخصوص خروج اليهود وتيههم في سيناء أو غزو يشوع لكنعان. بخصوص الهيكل المزعوم لسليمان، قال فنكلستين أنه لا يوجد أي أدلة أثرية لإثبات أنه كان موجودا فعلا. اتفق البروفيسور يوني مزراحي وهو عالم آثار مستقل مع إسرائيل فينكلستاين.
بشأن خروج بني إسرائيل من مصر، ذكر عالم الآثار المصري زاهي حواس:
«حقا، إنها خرافة .. هذه مسيرتي كعالم آثار. يجب أن أخبرهم الحقيقة. إذا انزعج الناس، هذه ليست مشكلتي».

## النبوءات

### نبوءات بعد الحدث
مثال عن نبوءة بعد وقوع الحدث هو الـ Little Apocalypse في إنجيل مرقس. يتوقع الإنجيل حصار القدس وتدمير الهيكل اليهودي على أيدي الرومان في 70 م. معظم علماء العهد الجديد ينظرون إلى هذا التنبؤ على أنه نبوءة بعد الحدث (التنبؤ بالحدث بعد وقوعه)، مثل العديد من النبوءات في العهد القديم كتلك التي في دانيال 11.

## أبرز النقاد
- ريتشارد دوكينز
- ألبرت أينشتاين[64]
- سام هاريس
- كريستوفر هيتشنز
- روبرت Ingersoll[65]
- توماس جيفرسون[66]
- توماس باين
- برتراند راسل
- مارك توين
- فولتير

## مزيد من القراءة
- The Encyclopedia of Biblical Errancy, by C. Dennis McKinsey (Prometheus Books 1995)
- The Historical Evidence for Jesus, by G.A. Wells (Prometheus Books 1988)
- The Bible unearthed, by I. Finkelstein and N. Asherman (Touchstone 2001)
- David and Solomon, by I. Finkelstein and N. Asherman (Freepress 2006)
- The Jesus Mysteries, by T. Freke and P. Gandy (Element 1999)
- The Jesus Puzzle, by Earl Doherty (Age of Reason Publications 1999)
- Not the Impossible Faith, by R. Carrier (Lulu 2009)
- BC The archaeology of the Bible lands, by Magnus Magnusson (Bodley Head 1977)
- godless, by Dan Barker (Ulysses Press 2008)
- Why I became an Atheist, by John W. Loftus (Prometheus books 2008)
- The greatest show on earth, by Richard Dawkins (Blackswan 2007)
- The god delusion, by Richard Dawkins (Blackswan 2010)
- 101 myths of the Bible by Gary Greenberg (Sourcebooks 2000)
- Secret origins of the Bible by Tim Callahan (Millennium Press 2002)
- The Origins of Biblical Monotheism by Mark S. Smith (Oxford University Press 2001)

## وصلات خارجية
- Bible Research —The Gender-Neutral Bible Controversy
- Introduction to the Bible and Biblical Problems, Internet Infidels website
- Examination of the Prophecies —Examination of the Old Testament Prophecies of Jesus by Thomas Paine